# Katun, Pljevlja
Katun este un sat din comuna Pljevlja, Muntenegru. Conform datelor de la recensământul din 2003, localitatea are 249 de locuitori (la recensământul din 1991 erau 144 de locuitori).

## Demografie
În satul Katun locuiesc 198 de persoane adulte, iar vârsta medie a populației este de 38,2 de ani (38,1 la bărbați și 38,3 la femei). În localitate sunt 66 de gospodării, iar numărul mediu de membri în gospodărie este de 3,77.
Populația localității este foarte eterogenă.
|  |

| Demografie | Demografie | Demografie |
| An         | Locuitori  | Locuitori  |
| ---------- | ---------- | ---------- |
|            |            |            |
|            |            |            |
|            |            |            |
|            |            |            |
| 1948       | 166        |            |
| 1953       | 172        |            |
| 1961       | 167        |            |
| 1971       | 155        |            |
| 1981       | 158        |            |
| 1991       | 144        | 133        |
| 2003       | 249        | 249        |

| \| Componența etnică conform recensământului din 2003[2] \| Componența etnică conform recensământului din 2003[2] \| Componența etnică conform recensământului din 2003[2] \| Componența etnică conform recensământului din 2003[2] \| Componența etnică conform recensământului din 2003[2] \| \| ----------------------------------------------------- \| ----------------------------------------------------- \| ----------------------------------------------------- \| ----------------------------------------------------- \| ----------------------------------------------------- \| \| \| \| \| \| \| \| Sârbi \| Sârbi \| \| 131 \| 52,61% \| \| Muntenegreni \| Muntenegreni \| \| 47 \| 18,87% \| \| Musulmani \| Musulmani \| \| 44 \| 17,67% \| \| Bosniaci \| Bosniaci \| \| 26 \| 10,44% \| \| necunoscută \| necunoscută \| \| 0 \| 0% \| |              |  |     |        |
| Componența etnică conform recensământului din 2003 |              |  |     |        |
| |              |  |     |        |
| Sârbi | Sârbi        |  | 131 | 52,61% |
| Muntenegreni | Muntenegreni |  | 47  | 18,87% |
| Musulmani | Musulmani    |  | 44  | 17,67% |
| Bosniaci | Bosniaci     |  | 26  | 10,44% |
| necunoscută | necunoscută  |  | 0   | 0%     |